# Perduellio
Perduellio (lat. per duellum, dt. Hochverrat) ist im römischen Strafrecht die Bezeichnung für feindliche Handlungen insbesondere von Amtsinhabern gegen das römische Gemeinwesen.
Der genaue Straftatbestand ist unklar, die Taten gegen das Gemeinwesen werden nicht definiert. Perduellio ist Teil des Zwölftafelgesetz und wurde mit dem Tode bestraft. Es kann angenommen werden, dass Perduellio seit der Frühzeit der Republik Gegenstand der öffentlichen Strafverfolgung war. Der Angeklagte konnte sich durch Selbstexilierung der Verurteilung entziehen.
Ein besonderer Fall der Perduellio ist das gegen den greisen Senator Rabirius angestrengte Verfahren unter der Regie Cäsars. Cäsar wollte einen Präzedenzfall schaffen, um sich innenpolitischer Gegner entledigen zu können.